# رؤوس الآلة (موسيقى)

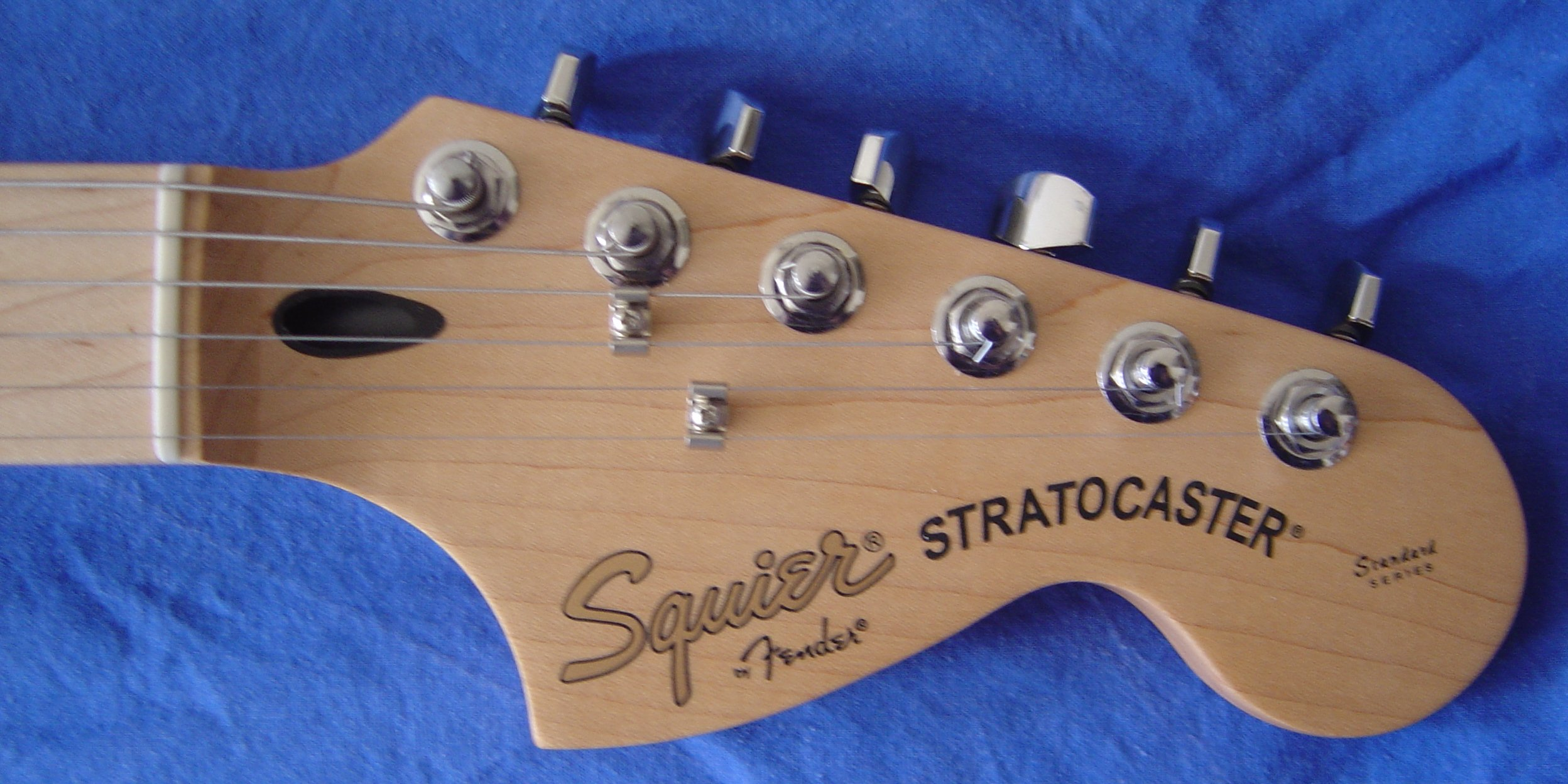
رؤوس الآلة على جيتار سكواير ستراتوكاستر

رأس الآلة (أو كما يعرف بالمدوزن أو آلة الدوزنة) هو جزء من الأجهزة الوترية من القيثارة وحتى جيتار الجهير, ويوجد جهاز التوجيه والضبط للوتر في مقدمة الآلة, وتحتوي مقدمة الآلة على رأس آلة لكل وتر.